# 埃兹卡乌克战役
埃兹卡乌克战役（Battle of Aizkraukle），1279年3月5日，立陶宛大公国在大公特萊德尼斯的指挥下在今天立陶宛境内的埃兹卡乌克击败了立沃尼亚骑士团（之前的宝剑骑士团），骑士团遭受到了重大失败，损失了71位骑士，团长Ernst von Rassburg以及来自爱沙尼亚（丹麦控制）的骑士领导Eilart Hoberg也阵亡了。这是13世纪骑士团所遭受的第二次重大挫折。这次战役之后，瑟米利亚（之前已被骑士团所征服）公爵Nameisis宣布立陶宛大公特萊德尼斯是自己的封主。

## 战役背景和经过
1273年立沃尼亚骑士团在陶格夫匹尔斯（近拉脱维亚东南）建了一座城堡，名义上由特萊德尼斯大公管辖。这座城堡有着重要的战略意义：它是袭击立陶宛腹地以迫使立陶宛大公不能持续地资助瑟米利亚人对骑士团叛乱的一个基地与跳板。当特萊德尼斯大公正在围攻陶格夫匹尔斯堡的时候，骑士团对立陶宛发动了进攻希望以弓破弦断的气势给特萊德尼斯大公施加压力来迫使他结束攻城。
当骑士团到达Kernavė（特萊德尼斯大公的首府，位于今天立陶宛境内尼亚里斯河东岸，距离希文尔内托斯21公）的时候并没有遇到任何明显的抵抗，于是他们抢掠了许多村庄，但是在他们班师的时候却被一小股立陶宛军队所跟踪。就这样一直快到埃兹卡乌克时骑士团团长命令随队出征的本地士兵携带战利品先行会师。随后，立陶宛军队发动了攻击并获得了决定性胜利。

## 战役影响
骑士团失去了过去六年以来的所有战果：瑟米利亚人最先从战场上撤退，再次叛乱并且投靠了立陶宛大公特萊德尼斯以寻求保护。但是，由于大公特萊德尼斯1282年的去世使得立陶宛大公国不能够完全地控制所有的瑟米利亚人。立沃尼亚骑士团在这次战役后决定选一位条顿骑士团的成员做团长（后来选出了康拉德·馮·費希特旺根，此人日后也成为了条顿骑士团团长），这样在以后的进攻中就能实现从北方和西方同时的夹击了。